# Śluza-Krostkowo
Śluza-Krostkowo est une localité polonaise de la gmina de Szamocin, située dans le powiat de Chodzież en voïvodie de Grande-Pologne.